# Manuel Sender
Manuel Sender Garcés (Alcolea de Cinca, 7 de febrero de 1905-Huesca, 13 de agosto de 1936) fue un político republicano y abogado español. Alcalde de Huesca durante la Segunda República, fue fusilado en los comienzos de la guerra civil.

## Biografía
Hermano del conocido escritor Ramón J. Sender, comenzó su militancia política vinculado con el Partido Radical, para pasar después a Acción Republicana y luego a Izquierda Republicana. Fue elegido en dos ocasiones (de mayo de 1932 a octubre de 1934 y del 21 de febrero de 1936 hasta abril de ese año) alcalde de Huesca. También fue elegido en 1936 como compromisario para la elección del presidente de la República. Fue ejecutado por las tropas franquistas pocas semanas después del golpe de Estado que dio lugar a la guerra civil, junto con Mariano Carderera, titular en ese momento de la alcaldía de Huesca.